# Pawpawsaurus campbelli
Il pawpawsauro (Pawpawsaurus campbelli) era un dinosauro erbivoro appartenente agli anchilosauri. Visse alla fine del Cretaceo inferiore (Albiano, circa 100 milioni di anni fa) e i suoi resti fossili sono stati ritrovati in Texas (Usa).

## Descrizione
Questo animale è noto principalmente per un cranio in buono stato di conservazione, proveniente dalla formazione Paw Paw in Texas. Il cranio (sprovvisto di mandibole) aveva un muso piuttosto allungato e relativamente stretto, se confrontato con quello di altri anchilosauri. Pawpawsaurus possedeva alcune notevoli somiglianze con un altro anchilosauro nodosauride, Silvisaurus, vissuto all'incirca nello stesso periodo: in entrambi questi dinosauri erano presenti denti nella premascella, inoltre il palato osseo secondario era sviluppato solo nella parte anteriore del palato. Pawpawsaurus è l'unico tra i nodosauridi di cui si siano conservati i resti di una palpebra ossificata (caratteristica invece di alcuni anchilosauridi).
Dalle dimensioni del cranio, si suppone che Pawpawsaurus possa essere stato lungo cica 4,5 metri. Dal raffronto con i fossili di dinosauri simili maggiormente conosciuti, come Edmontonia, si suppone che Pawpawsaurus possedesse un corpo massiccio sorretto da arti tozzi e robusti; il corpo doveva essere ricoperto da una corazza costituita da osteodermi disposti in file e probabilmente da spuntoni laterali.

## Classificazione
Descritto per la prima volta nel 1996, questo dinosauro è ritenuto un tipico rappresentante dei nodosauridi, il gruppo di dinosauri corazzati (anchilosauri) caratterizzato da spuntoni lungo i fianchi e da una coda priva di mazza ossea. Pawpawsaurus doveva essere strettamente imparentato con un altro nodosauro del Cretaceo americano, Silvisaurus, con il quale condivideva numerose caratteristiche. È inoltre possibile che Pawpawsaurus possa essere congenerico con un altro anchilosauro ritrovato nella stessa formazione rocciosa e descritto l'anno precedente, ovvero Texasetes, noto per resti incompleti privi di cranio.